# Диссомнія
Диссомнії (від дав.-гр. δυς- "поганий" і лат. somnus "сон") — розлади сну, яким притаманні ненормальна тривалість, якість або час сну. Сюди належать зокрема безсоння, гіперсомнія, нарколепсія. 
Порушення сну безпосередньо під час сну, під час засинання чи прокидання класифікують як парасомнії.

## Типи
Існує 31 визнаних види диссомнії. Три найбільші групи та типи, що до них належать:
Внутрішні розлади сну
- ідіопатична гіперсомнія[en],
- нарколепсія,
- періодичні рухи кінцівок уві сні[en],
- синдром неспокійних ніг,
- синдром обструктивного апное сну[en],
- центральне апное уві сні[en],
- психофізіологічне безсоння
- посттравматична гіперсомнія,
- синдроми гіповентиляції і гіпоксемії під час сну,

Зовнішні розлади сну – всього 13 розладів, зокрема
- розлад сну, пов'язаний з алкоголізмом,
- безсоння, пов'язане з харчовою алергією,
- неправильний режим сну.

Розлади циркадного ритму сну (як внутрішні, так і зовнішні) — всього 6 розладів, зокрема
- синдром випередження фази сну[en],
- синдром затримки фази сну,
- десинхроноз,